# Национално знаме на Еритрея
Националното знаме на Еритрея представлява правоъгълно платнище с две хоризонтални еднакви цветни полета – зелено отгоре и синьо отдолу и червен триъгълник с основа към носещото тяло и връх на срещуположната страна. В червения триъгълник, от лявата страна, е изобразена златна емблема, представляваща маслиново дърво в лавров венец. Емблемата е взета от знамето на Еритрея използвано между 1952 и 1962 г. Настоящото знаме има правоъгълна форма с отношение ширина към дължина 1:2.
Знамето е прието на 5 декември 1995 г. като използва формата на флага на Еритрейския Народен Фронт за Освобождение. Разликата между двете знамена е в това, че петолъчната звезда от флага на въоръжената организация е заменена с настоящата емблема.
Зеленият цвят в знамето символизира земята и земеделието, синият – морето, а червеният – кръвта на борците за независимост.

## Знаме през годините
- (1952 – 1962)
- (1993 – 1995)